# Phaegorista zebra
Phaegorista zebra är en fjärilsart som beskrevs av Butler. Phaegorista zebra ingår i släktet Phaegorista och familjen nattflyn. Inga underarter finns listade i Catalogue of Life.